# Sayed Mustafa Kazemi
Sayed Mustafa Kazemi (سید مصطفیٰ کاظمی, 1959 – N6 de noviembre de 2007)  fue un prominente político afgano proveniente de Parwan. Fue uno de los líderes y portavoz del movimiento de la oposición del Frente de Unidad Nacional. Fue Ministro de Comercio del Estado Islámico Transicional de Afganistán.

## Asesinato
Kazemi se encontraba entre una delegación de políticos y legisladores que asistían a una ceremonia para reabrir una fábrica de azúcar el 6 de noviembre de 2007 en Baghlan, en el norte de Afganistán, cuando murió en un ataque suicida con bomba en una fábrica de azúcar de Baghlan de 2007.